# Richard Hamming
Richard Wesley Hamming (11. února 1915 – 7. ledna 1998) byl matematik, jehož práce měla velký význam na matematickou informatiku a telekomunikaci. Mezi jeho nejznámější objevy patří Hammingův kód, Hammingova vzdálenost nebo Hammingovo okno.
Narodil se v Chicagu, kde později absolvoval bakalářské studium na Chicagské univerzitě. Dále pokračoval na univerzitě v Nebrasce a doktorské studium úspěšně dokončil na UIUC v Illinois. V dubnu roku 1945 se připojil k projektu Manhattan v národní laboratoři Los Almos, kde programoval IBM počítací stroje. V roce 1946 se připojil k vývoji telekomunikací v Bellových laboratořích. V průběhu dalších více než patnácti let byl zapojen do téměř všech nejvýznamnějších úspěchů Bellových laboratoří.
Poté, co odešel v roce 1976 z Bellových laboratoří, zaujal Hamming pozici na námořní postgraduální škole v Monterey County v Kalifornii, kde pracoval v pozici docenta matematické informatiky a věnoval se výuce a psaní knih. V prosinci roku 1997 vydal svá poslední skripta, jen několik týdnů předtím, než zemřel.

## Raná léta a vzdělání
Richard Wesley Hamming se narodil v Chicagu, Illinois 11. února 1915. Hamming chtěl původně studovat strojírenství ale nedostatek peněz, zapříčiněný Velkou hospodářskou krizí, mu tento záměr překazil. Jedinou nabídku stipendia získal od Chicagské univerzity, která ovšem strojírenské obory nenabízela. Stipendium tedy přijal a rozhodl se pro matematickou informatiku a v roce 1937 získal bakalářský titul.
Pokračoval v magisterském studiu na univerzitě v Nebrasce. Po získání magisterského titulu pokračoval v doktorském studiu na Illinoiské univerzitě, kde psal disertační práci, která se zabývala teorií lineárních diferenciálních rovnic. Ve své práci pokračoval v myšlenkách svého vedoucího, Waldemara Trjitzinskyho. Zabýval se Greenovými funkcemi a rozvíjel metody Jacoba Tamarkina pro získávání charakteristických řešení. Po dokončení doktorského studia pokračoval jako učitel matematiky. V roce 1944 se stal docentem na univerzitě v Louisville.

## Projekt Manhattan
V dubnu roku 1945 se připojil k projektu Manhattan a pracoval na výpočetních strojích, které řešily složité výpočetní operace pro fyzikální výpočty. Tyto výpočty byly použity k simulování experimentů v rámci vývoje jaderných bomb.

## Bellovy laboratoře
V Bellových laboratořích sdílel Hamming kancelář s Claudem Shannonem. V rámci výzkumného matematického oddělení pracoval také s Johnem Tukey nebo Brockway McMillanem.
Ačkoliv byl Hamming najat zejména k práci na teorii pružnosti, věnoval i mnoho času počítacím strojům. V rámci svých pokusů na počítacích strojích si uvědomil, že může dojít k chybám, které jeho výpočty znehodnocují. A tak navrhl postup, jak chyby odhalit pomocí paritních bitů. Hammingův kód je výsledkem této práci a umožňuje opravu jednoho bitu lineárního kódu.
V průběhu roku 1950 naprogramoval jeden z prvních počítačů, IBM 650, a společně s Ruth A. Weiss vyvinul programovací jazyk L2, který byl dokončen v roce 1956. Tento jazyk byl hojně využíván v Bellových laboratořích ale i mimo ni, kde byl znám jako Bell 2. Počítač IBM 650 byl nahrazen IBM 704 a programovací jazyk L2 dodnes používaným Fortranem.
Po celou dobu působení v Bellových laboratořích se Hammingovi vyhýbala větší zodpovědnost za řízení celé firmy, ačkoliv byl několikrát povýšen na manažerské pozice. Sám to považuje za největší nedostatek své kariéry v Bellových laboratořích.

## Pozdější život
Od roku 1958 do roku 1960 působil jako prezident ACM. Jeho filozofie numerických výpočtů se později ukázala jako přínosná pro ostatní vědce. V pozdějších letech rovněž našel zalíbení ve výuce, které se věnoval na Stanfordově univerzitě, City College of New York nebo i Princetonské univerzitě.
V roce 1976 se přesunul na námořní postgraduální školu v Monterey County v Kalifornii, kde pracoval v pozici docenta matematické informatiky a věnoval se výuce a psaní. Zastával názor, že se matematika a jí podobné obory vyučují nezajímavým způsobem a snažil se ji zpopularizovat. Zemřel 7. ledna 1998 na infarkt, přičemž ještě několik týdnů předtím vydal svá poslední skripta k výuce.